# Ulrico de Sacco (abate)
Ulrico de Sacco (in tedesco Ulrich von Sax) (... – 23 settembre 1220) è stato un abate svizzero.

## Biografia
Figlio di Alberto de Sacco e fratello di Enrico de Sacco. Dopo gli studi a Parigi e Bologna, fu portinaio (portarius) dell'abbazia di San Gallo. Eletto abate alla fine del 1204, probabilmente nel 1207 ottenne le regalie da re Filippo. Con le armi perseguì più volte anche obiettivi di politica famigliare, come nel 1206 e 1208.
Dal 1212 fu un sostenitore di Federico II, re e futuro imperatore, alla cui corte risiedette spesso. A Roma ricevette da papa Innocenzo III il diritto di portare la mitra e, nel 1217, da papa Onorio III il diritto di portare la mitra e l'anello. Agì a più riprese come arbitro pontificio in controversie ecclesiastiche. Promosse la costruzione della fortezza di Clanx e opere edilizie nel convento di San Gallo e rafforzò il dominio dell'abbazia sangallese. Fu considerato un uomo bellicoso, energico, colto e lungimirante. Creò un'opera di assistenza per puerpere indigenti.